# Khin Swe Oo
Khin Swe Oo es una deportista malasia que compitió en taekwondo. Ganó una medalla de plata en el Campeonato Asiático de Taekwondo de 1998, en la categoría de –43 kg.

## Palmarés internacional
| Campeonato Asiático | Campeonato Asiático          | Campeonato Asiático | Campeonato Asiático |
| Año                 | Lugar                        | Medalla             | Categoría           |
| ------------------- | ---------------------------- | ------------------- | ------------------- |
| 1998                | Ciudad Ho Chi Minh (Vietnam) | Medalla de plata    | –43 kg              |